# (29528) Kaplinski
(29528) Kaplinski ist ein Asteroid des mittleren Hauptgürtels, der am 10. Januar 1998 von der tschechischen Astronomin Lenka Kotková (damals noch unter ihrem Geburtsnamen Šarounová) an der Sternwarte Ondřejov (IAU-Code 557) in Ondřejov u Prahy entdeckt wurde.
Der mittlere Durchmesser des Asteroiden wurde mit circa 4,5 km berechnet.
(29528) Kaplinski wurde am 18. Februar 2011 nach dem estnischen Schriftsteller, Lyriker, Übersetzer und Philosophen Jaan Kaplinski (1941–2021) benannt. Im Benennungstext zum Asteroiden wird erwähnt, dass Kaplinski des Weiteren ein Amateurastronom sei und ein Sachbuch über Astronomie geschrieben habe.